# حقوق الإنسان في بنما
حقوق الإنسان في بنما تتضمن مجموعة من القضايا والمستجدات المستمرة. وقد شهدت البلاد خلال السنوات الأخيرة تقدمًا ملحوظًا في تحسين سجلها في هذا المجال. وأكدت بنما التزامها باحترام وحماية حقوق الإنسان وفقًا للمعايير الدولية، بما يتماشى مع عضويتها في الأمم المتحدة ومنظمة الدول الأمريكية. مع ذلك، كما هو الحال في العديد من الدول حول العالم، تستمر قضايا انتهاك حقوق الإنسان في إثارة القلق على الصعيد الدولي.

## الخلفية
تعتبر بنما رابع أقدم ديمقراطية في أمريكا الجنوبية. لقد أدرك علماء السياسة مثل كارلوس جيفارا مان الاستقرار السياسي الناشئ في البلاد، وصنفوا عصر الحكومة الدستورية الحالي على أنه أفضل بكثير من النظام الدكتاتوري الذي حل محله، والذي استمر لأكثر من عقدين من الزمن. تم تسليط الضوء على السجل السيئ لحقوق الإنسان في بنما أثناء الدكتاتورية العسكرية خلال جولة لتقصي الحقائق قادها السيناتور الأمريكي روبرت بيرد . وقد نجح هذا الوفد، الذي تفاوض على المعاهدات المتعلقة بقناة بنما ، في التوصل إلى بيان تفاهم مع الجنرال عمر توريخوس ، والذي تضمن تعهد حكومته بتحسين حالة حقوق الإنسان في البلاد. وقد تناولت هذه القضية قضايا مثل الحق في الإجراءات القانونية الواجبة وحرية الصحافة. وقد منحت المعاهدات بنما السيادة الكاملة على قناة بنما.
كان أحد التطورات التي أعقبت انتقال السلطة إلى حكومة مدنية هو حل الجيش البنمي. وقد تم استبدالها بالشرطة الوطنية ووكالات إنفاذ القانون الأخرى في أوائل التسعينيات. وبما أن وكالات إنفاذ القانون هذه أصبحت تحت إشراف مسؤولين مدنيين، فقد اعتُبر هذا التطور مساهمًا رئيسيًا في انخفاض انتهاكات حقوق الإنسان في البلاد. لا يزال هناك إفلات من العقاب بين قوات الأمن بسبب ضعف آليات الرقابة الداخلية على السلوك والتنفيذ. على سبيل المثال، أشار تقرير إلى أنه على الرغم من أن بنما أنشأت مكتب أمين المظالم لحقوق الإنسان، إلا أنه يتمتع بسلطة أخلاقية ولكن ليس لديه سلطة قانونية.

## الرقابة
من مشاكل حقوق الإنسان المتكررة في بنما هي القيود المفروضة على حرية الصحافة. وعلى الرغم من أن الدستور البنمي يضمن هذا الحق، فما زالت هناك حوادث مضايقة للمؤسسات الإعلامية والصحفيين. ومن الجدير بالذكر أن الضمان الدستوري لم يمنع سن قوانين تسمح بمحاكمة الصحفيين عن جرائم غير محددة بشكل واضح مثل نشر معلومات خاصة وتسريب معلومات حكومية. وقد انتقدت منظمات حقوق الإنسان مثل اللجنة الأمريكية لحقوق الإنسان ، ورابطة الصحافة الأمريكية، ومراسلون بلا حدود ، ومجموعات أخرى تاريخ الرقابة في بنما.
كما أن للحكومة تاريخًا في اللجوء إلى الإجراءات القانونية المصممة لترهيب وتقييد القدرة على نشر الأخبار بحرية. بحلول شهر مارس 1999، تلقت بنما إدانة دولية لاستخدامها قوانين تكميم الأفواه للحد من حرية الصحافة ومعاقبة الصحفيين. في عام 2012، سعى مشروع قانون في الجمعية الوطنية إلى تجريم الخطاب الذي ينتقد الرئيس وإدارته.  تم سحبه بعد المناقشة.  ويرى حوالي 82 بالمائة من الصحفيين المحليين أن حرية التعبير مقيدة بسبب التهديدات والضغوط من جانب المسؤولين الحكوميين.
كما تم الإبلاغ على نطاق واسع عن المضايقات التي يتعرض لها الصحفيون. تلقت صحيفة "لا برينسا" ووحدتها الاستقصائية ومراسلها سانتياغو كومبريرا تهديدات بعد نشر مخالفات في وزارة العمل والهيئة الوطنية للأراضي. وتشمل الأمثلة الأخرى قضية محرر الصحيفة جوستافو جوريتي ‏ ، الذي جُرد من تصريح عمله بعد أن نشر تقارير عن الفساد والفضائح السياسية. ولم تتراجع الحكومة عن قرارها بإلغاء تصريح جوريتي إلا بعد انتقادات دولية كبيرة. كما لم يتم حل قضية مقتل داريو فرنانديز، مالك ومدير برامج محطة راديو مي فافوريتا والناقد الصريح للرئيس ريكاردو مارتينيلي.
وحتى أعضاء وسائل الإعلام الأجنبية كانوا معرضين لخطر المضايقة والسجن. على سبيل المثال، قامت الحكومة باعتقال وترحيل الصحفيين الأجانب الذين كانوا يحققون في الفساد في بنما مثل باكو جوميز نادال وبيلار تشاتو.

## العنف الأسري
في عام 2021، أبلغت النيابة العامة في بنما عن 13013 حالة عنف منزلي، و16 حالة قتل إناث و12 محاولة قتل إناث. اتخذت بنما خطوات لمعالجة هذه المشكلة مثل إقرار قانون جديد في عام 2013 يتناول العنف ضد المرأة. وقد تم تحديث ذلك بموجب القانون رقم 202، الذي صدر في عام 2021. لكن المشكلة لا تزال تتكرر بسبب العقبات مثل الخوف من الانتقام، ونقص الوعي، والوصمة المجتمعية، التي تمنع الضحايا من الإبلاغ عن الانتهاكات. وكانت هناك أيضًا إدانات قليلة في جرائم العنف الأسري، باستثناء القضايا التي تنطوي على الموت.

## مخاوف أخرى بشأن حقوق الإنسان
وفقًا لوزارة الخارجية الأميركية، تشمل قضايا حقوق الإنسان في بنما خلال السنوات الأخيرة عدداً من التحديات، أبرزها: التعذيب وأشكال العقوبات اللاإنسانية، وظروف السجون القاسية، والفساد داخل النظام القضائي. ورغم أن النساء يتمتعن قانونياً بحقوق مساوية لحقوق الرجال، إلا أن تنفيذ القوانين المتعلقة بمكافحة التمييز على أساس الجنس يظل ضعيفًا.
كما تُعد معاملة المجتمعات الأصلية في بنما إحدى القضايا المستمرة المتعلقة بحقوق الإنسان في البلاد. ففي عام 2023، أشارت هيئتان تابعتان للأمم المتحدة إلى أن بنما أخفقت في الوفاء بالتزاماتها تجاه حماية حقوق الشعوب الأصلية. وتضمنت هذه الانتهاكات الفشل في ضمان حقوقهم الإقليمية، وحقهم في الموافقة الحرة والمسبقة والمستنيرة (FPIC)، بالإضافة إلى الحق في الحفاظ على تقاليدهم وثقافتهم..